# Calf Rock
Der Calf Rock (englisch für Kalbungsfelsen) ist eine 500 m (nach britischen Angaben 655 m) hohe Felsformation an der Ostküste der westantarktischen Alexander-I.-Insel. Er ragt 3 km nordöstlich des Lamina Peak und ebensoweit vom George-VI-Sund landeinwärts entfernt auf.
Die Küste in der Umgebung des Felsens wurde erstmals vom US-amerikanischen Polarforscher Lincoln Ellsworth bei einem Überflug am 23. November 1935 gesichtet und fotografiert. Diese Luftaufnahmen dienten dem US-amerikanischen Kartografen W. L. G. Joerg für eine grobe Kartierung. Der Falkland Islands Dependencies Survey nahm 1949 eine Vermessung vor und benannte die Formation nach ihrer relativen Lage zum Gebirgskamm des Lamina Peak, von dem sie durch eine Verwerfung getrennt ist.